# Knyazhna Anastasiya
Die Knyazhna Anastasiya (russisch Княжна Анастасия) (dt. Knjaschna Anastassija, Fürstin Anastassija) (ehem. Nikolay Bauman) ist ein Flusskreuzfahrtschiff, das im Jahre 1989 in der DDR im VEB Elbewerften Boizenburg/Roßlau in Boizenburg gebaut wurde und zur Dmitriy Furmanov-Klasse, Projekt 302, Serie II gehört. Die deutsche Bezeichnung war BiFa 129М (Binnenfahrgastschiff 129 Meter) und die Baunummer 396. Das Schiff trägt den Namen der Großfürstin Zarewna Anastasia von Russland, die von Bolschewiki mit der ganzen Zarenfamilie ermordet wurde.

## Geschichte
Das Flusskreuzfahrtschiff mit vier Passagierdecks wurde 1989 für die Reederei „Moskowskoje Retschnoje Parochodstwo“ (ГП Московское речное пароходство МРФ РСФСР) in Moskau gebaut. Der Stapellauf des Schiffes fand am 27. Mai 1988 in Boizenburg statt und am 27. Juni 1989 wurde das Abnahmeprotokoll unterschrieben und die sowjetische Flagge gehisst. Es gehört zu einer 1983 bis 1992 hergestellten Baureihe von 27 + 1 (Vladimir Vysotskiy - nicht beendet) Schiffen der Dmitriy Furmanov-Klasse, eine Weiterentwicklung der Vladimir Ilyich-Klasse von derselben Werft. Das Schiff verfügt über einen dieselelektrischen Antrieb mit drei Hauptmotoren, wurde 2005 modernisiert und mit neuesten Systemen ausgestattet. Im November 2009 wurde das Schiff in Knyazhna Anastasiya umbenannt. Seit Herbst 2011 wird das Schiff als Hotel auf dem Ölvorkommen auf dem Kaspischen Meer eingesetzt.

## Ausstattung
Alle komfortablen 1-, 2- und 4-Bett-Kabinen sind ausgestattet mit Klimaanlage, Kühlschrank, Dusche und WC, 220-V-Anschluss und haben große Fenster (ausgenommen am unteren Deck). An Bord sind Restaurant und Bar-Restaurant, zwei Bars, Veranstaltungsraum, Sonnendeck mit Liegestühlen, Musiksalon, Sauna.